# イングリッシュ・フットボールリーグ
イングリッシュ・フットボールリーグ（English Football League、略称EFL）は、イングランドのプロサッカーリーグである。2015年以前の旧称は、フットボールリーグ（Football League）。プレミアリーグ（実質1部リーグ）に次ぐ2部から4部に相当する。1888年に開幕した世界最古のリーグ戦であり、プレミアリーグ創設以前はイングランドの最上位リーグの地位にあった。
リーグはチャンピオンシップ、リーグ1、リーグ2の3部で構成され、各24クラブ、計72クラブが所属する。上位のプレミアリーグ、下位のナショナルリーグとの間でシーズン終了時の成績に応じた昇降格があり、チャンピオンシップの上位2クラブとプレーオフ優勝クラブはプレミアリーグに昇格、リーグ2の下位2クラブはナショナルリーグへ降格する。

## 概要

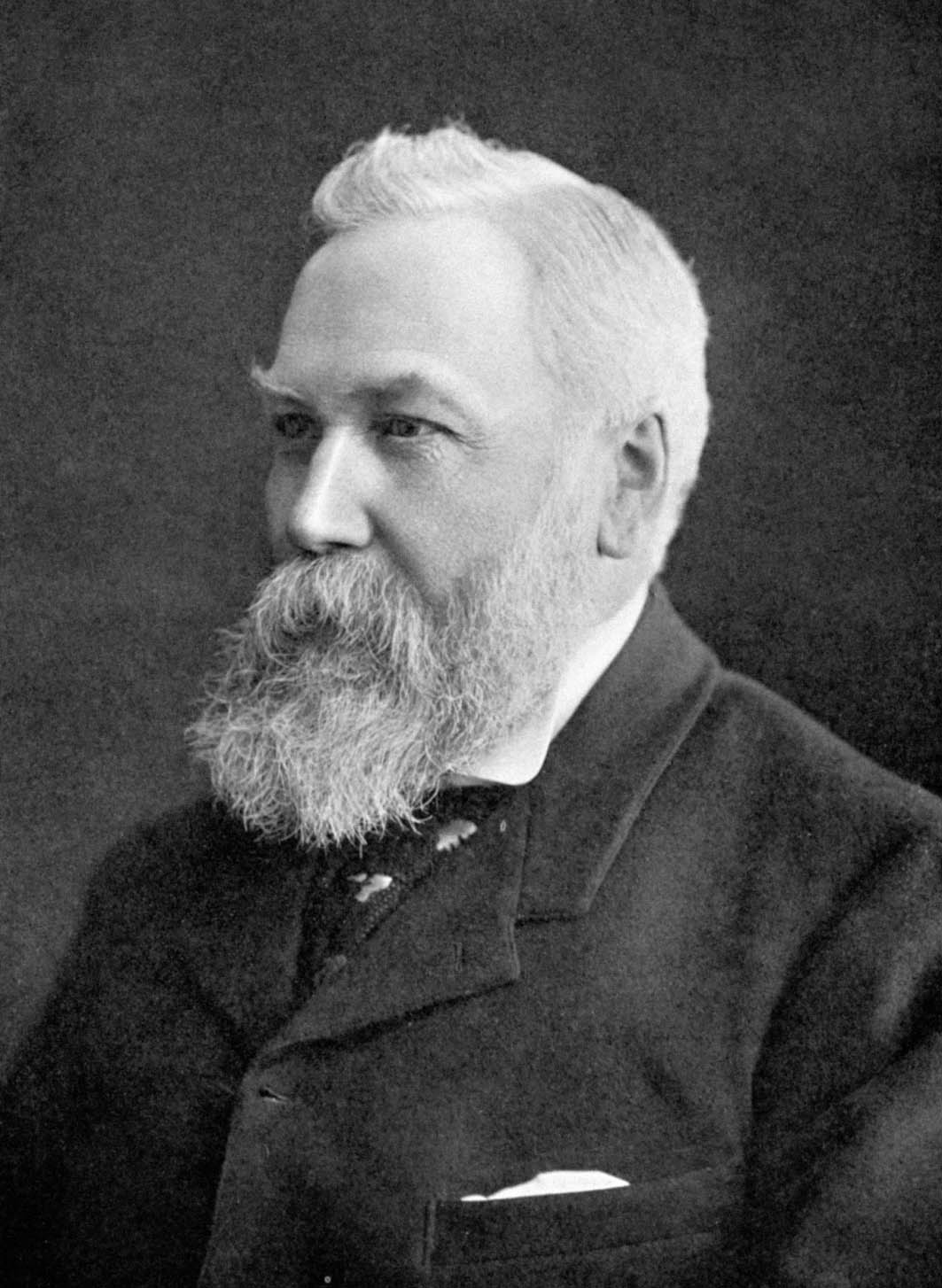
フットボールリーグを考案したウィリアム・マグレガー

リーグ戦の考案者はアストン・ヴィラの経営陣であったウィリアム・マグレガーである。1888年3月に下記の12クラブでスタートし、1958年には4部制を敷くまでに規模を拡大した。
- アクリントン
- アストン・ヴィラ
- ブラックバーン・ローヴァーズ
- ボルトン・ワンダラーズ
- バーンリー
- ダービー・カウンティ
- エヴァートン
- ノッツ・カウンティ
- プレストン・ノースエンド
- ストーク・シティ
- ウェスト・ブロムウィッチ・アルビオン
- ウルヴァーハンプトン・ワンダラーズ

### 1992-2004
| ディビジョン名 | 再編前 (-1992) | 再編後 (1992-) |
| ディビジョン1  | 第1部          | 第2部          |
| ディビジョン2  | 第2部          | 第3部          |
| ディビジョン3  | 第3部          | 第4部          |
| ディビジョン4  | 第4部          | 消滅           |

1992年にディビジョン1に所属していた主力20クラブがフットボールリーグを離脱し、フットボール・アソシエーションが統括する新しいイングランドのトップリーグ、FAプレミアリーグ（現・プレミアリーグ）に移行した。フットボールリーグはプレミアリーグの下部カテゴリとして存在することとなった。各ディビジョンのリーグレベルが1つずつ繰り下がり、ディビジョン4が消滅する形でディビジョン1（2部リーグ）、ディビジョン2（3部リーグ）、ディビジョン3（4部リーグ）の3つのディビジョンに再編された。

### 2004-現在
2004年にディビジョンの表記が次のように変更された（それぞれのディビジョンの構成チームは24チームずつ）。
- ディビジョン1（2部）→チャンピオンシップ（2部）
- ディビジョン2（3部）→リーグ1（3部）
- ディビジョン3（4部）→リーグ2（4部）

## 歴代優勝クラブ
※太字はFAカップとのダブル 。

### 1888-92
| 回 | シーズン | 優勝チーム               |
| -- | -------- | ------------------------ |
| 1. | 1888-89  | プレストン・ノースエンド |
| 2. | 1889-90  | プレストン・ノースエンド |
| 3. | 1890-91  | エヴァートン             |
| 4. | 1891-92  | サンダーランド           |

### 1892-1920
| 回  | シーズン | ディビジョン1                        | ディビジョン2                        |
| --- | -------- | ------------------------------------ | ------------------------------------ |
| 5.  | 1892-93  | サンダーランド                       | スモール・ヒース・アライアンス       |
| 6.  | 1893-94  | アストン・ヴィラ                     | リヴァプール                         |
| 7.  | 1894-95  | サンダーランド                       | ベリー                               |
| 8.  | 1895-96  | アストン・ヴィラ                     | リヴァプール                         |
| 9.  | 1896-97  | アストン・ヴィラ                     | ノッツ・カウンティ                   |
| 10. | 1897-98  | シェフィールド・ユナイテッド         | バーンリー                           |
| 11. | 1898-99  | アストン・ヴィラ                     | マンチェスター・シティ               |
| 12. | 1899-00  | アストン・ヴィラ                     | ザ・ウェンズデイ                     |
| 13. | 1900-01  | リヴァプール                         | グリムズビー・タウン                 |
| 14. | 1901-02  | サンダーランド                       | ウェスト・ブロムウィッチ・アルビオン |
| 15. | 1902-03  | ザ・ウェンズデイ                     | マンチェスター・シティ               |
| 16. | 1903-04  | ザ・ウェンズデイ                     | プレストン・ノースエンド             |
| 17. | 1904-05  | ニューカッスル・ユナイテッド         | リヴァプール                         |
| 18. | 1905-06  | リヴァプール                         | ブリストル・シティ                   |
| 19. | 1906-07  | ニューカッスル・ユナイテッド         | ノッティンガム・フォレスト           |
| 20. | 1907-08  | マンチェスター・ユナイテッド         | ブラッドフォード・シティ             |
| 21. | 1908-09  | ニューカッスル・ユナイテッド         | ボルトン・ワンダラーズ               |
| 22. | 1909-10  | アストン・ヴィラ                     | マンチェスター・シティ               |
| 23. | 1910-11  | マンチェスター・ユナイテッド         | ウェスト・ブロムウィッチ・アルビオン |
| 24. | 1911-12  | ブラックバーン・ローヴァーズ         | ダービー・カウンティ                 |
| 25. | 1912-13  | サンダーランド                       | プレストン・ノースエンド             |
| 26. | 1913-14  | ブラックバーン・ローヴァーズ         | ノッツ・カウンティ                   |
| 27. | 1914-15  | エヴァートン                         | ダービー・カウンティ                 |
| -   | 1915-16  | 第一次世界大戦により中止             | 第一次世界大戦により中止             |
| -   | 1916-17  | 第一次世界大戦により中止             | 第一次世界大戦により中止             |
| -   | 1917-18  | 第一次世界大戦により中止             | 第一次世界大戦により中止             |
| -   | 1918-19  | 第一次世界大戦により中止             | 第一次世界大戦により中止             |
| 28. | 1919-20  | ウェスト・ブロムウィッチ・アルビオン | トッテナム・ホットスパー             |

### 1920-21
| 回  | シーズン | ディビジョン1 | ディビジョン2        | ディビジョン3      |
| --- | -------- | ------------- | -------------------- | ------------------ |
| 29. | 1920-21  | バーンリー    | バーミンガム・シティ | クリスタル・パレス |

### 1921-58
| 回  | シーズン | ディビジョン1                      | ディビジョン2                      | ディビジョン3（北部）                | ディビジョン3（南部）                  |
| --- | -------- | ---------------------------------- | ---------------------------------- | ------------------------------------ | -------------------------------------- |
| 30. | 1921-22  | リヴァプール                       | ノッティンガム・フォレスト         | ストックポート・カウンティ           | サウサンプトン                         |
| 31. | 1922-23  | リヴァプール                       | ノッツ・カウンティ                 | ネルソン                             | ブリストル・シティ                     |
| 32. | 1923-24  | ハダースフィールド・タウン         | リーズ・ユナイテッド               | ウルヴァーハンプトン・ワンダラーズ   | ポーツマス                             |
| 33. | 1924-25  | ハダースフィールド・タウン         | レスター・シティ                   | ダーリントン                         | スウォンジー・シティ                   |
| 34. | 1925-26  | ハダースフィールド・タウン         | ザ・ウェンズデイ                   | グリムズビー・タウン                 | レディング                             |
| 35. | 1926-27  | ニューカッスル・ユナイテッド       | ミドルズブラ                       | ストーク・シティ                     | ブリストル・シティ                     |
| 36. | 1927-28  | エヴァートン                       | マンチェスター・シティ             | ブラッドフォード・パーク・アベニュー | ミルウォール                           |
| 37. | 1928-29  | ザ・ウェンズデイ                   | ミドルズブラ                       | ブラッドフォード・シティ             | チャールトン・アスレティック           |
| 38. | 1929-30  | シェフィールド・ウェンズデイ       | ブラックプール                     | ポート・ヴェイル                     | プリマス・アーガイル                   |
| 39. | 1930-31  | アーセナル                         | エヴァートン                       | チェスターフィールド                 | ノッツ・カウンティ                     |
| 40. | 1931-32  | エヴァートン                       | ウルヴァーハンプトン・ワンダラーズ | リンカーン・シティ                   | フラム                                 |
| 41. | 1932-33  | アーセナル                         | ストーク・シティ                   | ハル・シティ                         | ブレントフォード                       |
| 42. | 1933-34  | アーセナル                         | グリムズビー・タウン               | バーンズリー                         | ノリッジ・シティ                       |
| 43. | 1934-35  | アーセナル                         | ブレントフォード                   | ドンカスター・ローヴァーズ           | チャールトン・アスレティック           |
| 44. | 1935-36  | サンダーランド                     | マンチェスター・ユナイテッド       | チェスターフィールド                 | コヴェントリー・シティ                 |
| 45. | 1936-37  | マンチェスター・シティ             | レスター・シティ                   | ストックポート・カウンティ           | ルートン・タウン                       |
| 46. | 1937-38  | アーセナル                         | アストン・ヴィラ                   | トレンメア・ローヴァーズ             | ミルウォール                           |
| 47. | 1938-39  | エヴァートン                       | ブラックバーン・ローヴァーズ       | バーンズリー                         | ニューポート・カウンティ               |
| 48. | 1939-40  | 第二次世界大戦勃発により中止       | 第二次世界大戦勃発により中止       | 第二次世界大戦勃発により中止         | 第二次世界大戦勃発により中止           |
| -   | 1940-41  | 第二次世界大戦により休止           | 第二次世界大戦により休止           | 第二次世界大戦により休止             | 第二次世界大戦により休止               |
| -   | 1941-42  | 第二次世界大戦により休止           | 第二次世界大戦により休止           | 第二次世界大戦により休止             | 第二次世界大戦により休止               |
| -   | 1942-43  | 第二次世界大戦により休止           | 第二次世界大戦により休止           | 第二次世界大戦により休止             | 第二次世界大戦により休止               |
| -   | 1943-44  | 第二次世界大戦により休止           | 第二次世界大戦により休止           | 第二次世界大戦により休止             | 第二次世界大戦により休止               |
| -   | 1944-45  | 第二次世界大戦により休止           | 第二次世界大戦により休止           | 第二次世界大戦により休止             | 第二次世界大戦により休止               |
| -   | 1945-46  | 第二次世界大戦により休止           | 第二次世界大戦により休止           | 第二次世界大戦により休止             | 第二次世界大戦により休止               |
| 49. | 1946-47  | リヴァプール                       | マンチェスター・シティ             | ドンカスター・ローヴァーズ           | カーディフ・シティ                     |
| 50. | 1947-48  | アーセナル                         | バーミンガム・シティ               | リンカーン・シティ                   | クイーンズ・パーク・レンジャーズ       |
| 51. | 1948-49  | ポーツマス                         | フラム                             | ハル・シティ                         | スウォンジー・シティ                   |
| 52. | 1949-50  | ポーツマス                         | トッテナム・ホットスパー           | トレンメア・ローヴァーズ             | ノッツ・カウンティ                     |
| 53. | 1950-51  | トッテナム・ホットスパー           | プレストン・ノースエンド           | ロザラム・ユナイテッド               | ノッティンガム・フォレスト             |
| 54. | 1951-52  | マンチェスター・ユナイテッド       | シェフィールド・ウェンズデイ       | リンカーン・シティ                   | プリマス・アーガイル                   |
| 55. | 1952-53  | アーセナル                         | シェフィールド・ユナイテッド       | オールダム・アスレティック           | ブリストル・ローヴァーズ               |
| 56. | 1953-54  | ウルヴァーハンプトン・ワンダラーズ | レスター・シティ                   | ポート・ヴェイル                     | イプスウィッチ・タウン                 |
| 57. | 1954-55  | チェルシー                         | バーミンガム・シティ               | バーンズリー                         | ブリストル・シティ                     |
| 58. | 1955-56  | マンチェスター・ユナイテッド       | シェフィールド・ウェンズデイ       | グリムズビー・タウン                 | レイトン・オリエント                   |
| 59. | 1956-57  | マンチェスター・ユナイテッド       | レスター・シティ                   | ダービー・カウンティ                 | イプスウィッチ・タウン                 |
| 60. | 1957-58  | ウルヴァーハンプトン・ワンダラーズ | ウェストハム・ユナイテッド         | スカンソープ・ユナイテッド           | ブライトン・アンド・ホーヴ・アルビオン |

### 1958-92
| 回  | シーズン | ディビジョン1                      | ディビジョン2                      | ディビジョン3                      | ディビジョン4                          |
| --- | -------- | ---------------------------------- | ---------------------------------- | ---------------------------------- | -------------------------------------- |
| 61. | 1958-59  | ウルヴァーハンプトン・ワンダラーズ | シェフィールド・ウェンズデイ       | プリマス・アーガイル               | ポート・ヴェイル                       |
| 62. | 1959-60  | バーンリー                         | アストン・ヴィラ                   | サウサンプトン                     | ウォルソール                           |
| 63. | 1960-61  | トッテナム・ホットスパー           | イプスウィッチ・タウン             | ベリー                             | ピーターバラ・ユナイテッド             |
| 64. | 1961-62  | イプスウィッチ・タウン             | リヴァプール                       | ポーツマス                         | ミルウォール                           |
| 65. | 1962-63  | エヴァートン                       | ストーク・シティ                   | ノーサンプトン・タウン             | ブレントフォード                       |
| 66. | 1963-64  | リヴァプール                       | リーズ・ユナイテッド               | コヴェントリー・シティ             | ジリンガム                             |
| 67. | 1964-65  | マンチェスター・ユナイテッド       | ニューカッスル・ユナイテッド       | カーライル・ユナイテッド           | ブライトン・アンド・ホーヴ・アルビオン |
| 68. | 1965-66  | リヴァプール                       | マンチェスター・シティ             | ハル・シティ                       | ドンカスター・ローヴァーズ             |
| 69. | 1966-67  | マンチェスター・ユナイテッド       | コヴェントリー・シティ             | クイーンズ・パーク・レンジャーズ   | ストックポート・カウンティ             |
| 70. | 1967-68  | マンチェスター・シティ             | イプスウィッチ・タウン             | オックスフォード・ユナイテッド     | ルートン・タウン                       |
| 71. | 1968-69  | リーズ・ユナイテッド               | ダービー・カウンティ               | ワトフォード                       | ドンカスター・ローヴァーズ             |
| 72. | 1969-70  | エヴァートン                       | ハダースフィールド・タウン         | レイトン・オリエント               | チェスターフィールド                   |
| 73. | 1970-71  | アーセナル                         | レスター・シティ                   | プレストン・ノースエンド           | ノッツ・カウンティ                     |
| 74. | 1971-72  | ダービー・カウンティ               | ノリッジ・シティ                   | アストン・ヴィラ                   | グリムズビー・タウン                   |
| 75. | 1972-73  | リヴァプール                       | バーンリー                         | ボルトン・ワンダラーズ             | サウスポート                           |
| 76. | 1973-74  | リーズ・ユナイテッド               | ミドルズブラ                       | オールダム・アスレティック         | ピーターバラ・ユナイテッド             |
| 77. | 1974-75  | ダービー・カウンティ               | マンチェスター・ユナイテッド       | ブラックバーン・ローヴァーズ       | マンスフィールド・タウン               |
| 78. | 1975-76  | リヴァプール                       | サンダーランド                     | ヘレフォード・ユナイテッド         | リンカーン・シティ                     |
| 79. | 1976-77  | リヴァプール                       | ウルヴァーハンプトン・ワンダラーズ | マンスフィールド・タウン           | ケンブリッジ・ユナイテッド             |
| 80. | 1977-78  | ノッティンガム・フォレスト         | ボルトン・ワンダラーズ             | レクサム                           | ワトフォード                           |
| 81. | 1978-79  | リヴァプール                       | クリスタル・パレス                 | シュルーズベリー・タウン           | レディング                             |
| 82. | 1979-80  | リヴァプール                       | レスター・シティ                   | グリムズビー・タウン               | ハダースフィールド・タウン             |
| 83. | 1980-81  | アストン・ヴィラ                   | ウェストハム・ユナイテッド         | ロザラム・ユナイテッド             | サウスエンド・ユナイテッド             |
| 84. | 1981-82  | リヴァプール                       | ルートン・タウン                   | バーンリー                         | シェフィールド・ユナイテッド           |
| 85. | 1982-83  | リヴァプール                       | クイーンズ・パーク・レンジャーズ   | ポーツマス                         | ウィンブルドン                         |
| 86. | 1983-84  | リヴァプール                       | チェルシー                         | オックスフォード・ユナイテッド     | ヨーク・シティ                         |
| 87. | 1984-85  | エヴァートン                       | オックスフォード・ユナイテッド     | ブラッドフォード・シティ           | チェスターフィールド                   |
| 88. | 1985-86  | リヴァプール                       | ノリッジ・シティ                   | レディング                         | スウィンドン・タウン                   |
| 89. | 1986-87  | エヴァートン                       | ダービー・カウンティ               | ボーンマス                         | ノーサンプトン・タウン                 |
| 90. | 1987-88  | リヴァプール                       | ミルウォール                       | サンダーランド                     | ウルヴァーハンプトン・ワンダラーズ     |
| 91. | 1988-89  | アーセナル                         | チェルシー                         | ウルヴァーハンプトン・ワンダラーズ | ロザラム・ユナイテッド                 |
| 92. | 1989-90  | リヴァプール                       | リーズ・ユナイテッド               | ブリストル・ローヴァーズ           | エクセター・シティ                     |
| 93. | 1990-91  | アーセナル                         | オールダム・アスレティック         | ケンブリッジ・ユナイテッド         | ダーリントン                           |
| 94. | 1991-92  | リーズ・ユナイテッド               | イプスウィッチ・タウン             | ブレントフォード                   | バーンリー                             |

### 1992-2004
1部リーグ優勝はプレミアリーグ#結果を参照のこと。2部リーグはディビジョン1に、3部リーグはディビジョン2に、4部リーグはディビジョン3に改称した。
| 回   | シーズン | ディビジョン1                | ディビジョン2                          | ディビジョン3                          |
| ---- | -------- | ---------------------------- | -------------------------------------- | -------------------------------------- |
| 95.  | 1992-93  | ニューカッスル・ユナイテッド | ストーク・シティ                       | カーディフ・シティ                     |
| 96.  | 1993-94  | クリスタル・パレス           | レディング                             | シュルーズベリー・タウン               |
| 97.  | 1994-95  | ミドルズブラ                 | バーミンガム・シティ                   | カーライル・ユナイテッド               |
| 98.  | 1995-96  | サンダーランド               | スウィンドン・タウン                   | プレストン・ノースエンド               |
| 99.  | 1996-97  | ボルトン・ワンダラーズ       | ベリー                                 | ウィガン・アスレティック               |
| 100. | 1997-98  | ノッティンガム・フォレスト   | ワトフォード                           | ノッツ・カウンティ                     |
| 101. | 1998-99  | サンダーランド               | フラム                                 | ブレントフォード                       |
| 102. | 1999-00  | チャールトン・アスレティック | プレストン・ノースエンド               | スウォンジー・シティ                   |
| 103. | 2000-01  | フラム                       | ミルウォール                           | ブライトン・アンド・ホーヴ・アルビオン |
| 104. | 2001-02  | マンチェスター・シティ       | ブライトン・アンド・ホーヴ・アルビオン | プリマス・アーガイル                   |
| 105. | 2002-03  | ポーツマス                   | ウィガン・アスレティック               | ラシュデン・アンド・ダイアモンズ       |
| 106. | 2003-04  | ノリッジ・シティ             | プリマス・アーガイル                   | ドンカスター・ローヴァーズ             |

### 2004-現在
1部リーグ優勝はプレミアリーグ#結果を参照のこと。2部リーグはチャンピオンシップに、3部リーグはリーグ1に、4部リーグはリーグ2に改称した。
| 回   | シーズン | チャンピオンシップ                   | リーグ1                                | リーグ2                          |
| ---- | -------- | ------------------------------------ | -------------------------------------- | -------------------------------- |
| 107. | 2004-05  | サンダーランド                       | ルートン・タウン                       | ヨーヴィル・タウン               |
| 108. | 2005-06  | レディング                           | サウスエンド・ユナイテッド             | カーライル・ユナイテッド         |
| 109. | 2006-07  | サンダーランド                       | スカンソープ・ユナイテッド             | ウォルソール                     |
| 110. | 2007-08  | ウェスト・ブロムウィッチ・アルビオン | スウォンジー・シティ                   | ミルトン・キーンズ・ドンズ       |
| 111. | 2008-09  | ウルヴァーハンプトン・ワンダラーズ   | レスター・シティ                       | ブレントフォード                 |
| 112. | 2009-10  | ニューカッスル・ユナイテッド         | ノリッジ・シティ                       | ノッツ・カウンティ               |
| 113. | 2010-11  | クイーンズ・パーク・レンジャーズ     | ブライトン・アンド・ホーヴ・アルビオン | チェスターフィールド             |
| 114. | 2011-12  | レディング                           | チャールトン・アスレティック           | スウィンドン・タウン             |
| 115. | 2012-13  | カーディフ・シティ                   | ドンカスター・ローヴァーズ             | ジリンガム                       |
| 116. | 2013-14  | レスター・シティ                     | ウルヴァーハンプトン・ワンダラーズ     | チェスターフィールド             |
| 117. | 2014-15  | ボーンマス                           | ブリストル・シティ                     | バートン・アルビオン             |
| 118. | 2015-16  | バーンリー                           | ウィガン・アスレティック               | ノーサンプトン・タウン           |
| 119. | 2016-17  | ニューカッスル・ユナイテッド         | シェフィールド・ユナイテッド           | ポーツマス                       |
| 120. | 2017-18  | ウルヴァーハンプトン・ワンダラーズ   | ウィガン・アスレティック               | アクリントン・スタンリー         |
| 121. | 2018-19  | ノリッジ・シティ                     | ルートン・タウン                       | リンカーン・シティ               |
| 122. | 2019-20  | リーズ・ユナイテッド                 | コヴェントリー・シティ                 | スウィンドン・タウン             |
| 123. | 2020-21  | ノリッジ・シティ                     | ハル・シティ                           | チェルトナム・タウン             |
| 124. | 2021-22  | フラム                               | ウィガン・アスレティック               | フォレストグリーン・ローヴァーズ |
| 125. | 2022-23  | バーンリー                           | プリマス・アーガイル                   | レイトン・オリエント             |
| 126. | 2023-24  |                                      |                                        |                                  |

## 優勝回数（旧ディビジョン1）1888年-1992年
| クラブ                               | 回数 |
| ------------------------------------ | ---- |
| リヴァプール                         | 18   |
| アーセナル                           | 10   |
| エヴァートン                         | 9    |
| アストン・ヴィラ                     | 7    |
| マンチェスター・ユナイテッド         | 7    |
| サンダーランド                       | 6    |
| シェフィールド・ウェンズデイ         | 4    |
| ニューカッスル・ユナイテッド         | 4    |
| ウルヴァーハンプトン・ワンダラーズ   | 3    |
| リーズ・ユナイテッド                 | 3    |
| ハダースフィールド・タウン           | 3    |
| ダービー・カウンティ                 | 2    |
| バーンリー                           | 2    |
| トッテナム・ホットスパー             | 2    |
| ポーツマス                           | 2    |
| プレストン・ノースエンド             | 2    |
| マンチェスター・シティ               | 2    |
| ブラックバーン・ローヴァーズ         | 2    |
| チェルシー                           | 1    |
| イプスウィッチ・タウン               | 1    |
| ノッティンガム・フォレスト           | 1    |
| シェフィールド・ユナイテッド         | 1    |
| ウェスト・ブロムウィッチ・アルビオン | 1    |

## 昇降格
1992年にディビジョン1の20クラブが離脱しプレミアリーグを創設してから、プレミアリーグとフットボールリーグの間で3チームずつの昇格・降格を行っている。
毎年8月‐翌年5月を原則的なシーズンとし、そのシーズンの成績において次年度の配属クラスが決まる。
- プレミアリーグ（1部）－チャンピオンシップ（2部）
  - プレミアリーグ（1部）から18位以下の下位3クラブがチャンピオンシップ（2部）自動降格
  - チャンピオンシップ（2部）からは2位までの2クラブがプレミアリーグ（1部）自動昇格し、3-6位の4クラブはプレーオフ（トーナメント制）を行いその優勝クラブがプレミアリーグ（1部）昇格
- チャンピオンシップ（2部）－リーグ1（3部）
  - チャンピオンシップ（2部）からは22位以下の下位3クラブがリーグ1（3部）に自動降格
  - リーグ1（3部）からは2位までの2クラブが自動昇格し、3-6位の4クラブはプレーオフを行いその優勝クラブがチャンピオンシップ（2部）昇格
- リーグ1（3部）－リーグ2（4部）
  - リーグ1（3部）からは21位以下の4クラブがリーグ2（4部）に自動降格
  - リーグ2（4部）からは3位までの3クラブが自動昇格し、4-7位の4クラブはプレーオフを行い、その優勝クラブがリーグ1（3部）に昇格
- リーグ2（4部）－ナショナルリーグ（プロアマ混合リーグ）
  - リーグ2（4部）からは23,24位の2クラブがナショナルリーグに降格
  - ナショナルリーグからは優勝クラブが自動昇格、2-7位の6クラブはプレーオフを行い、優勝クラブがリーグ2（4部）に昇格

## リーグ戦以外の公式戦
現存する大会
- FAカップ（プレミアリーグ、地域リーグ以下のアマチュアクラブも参加するオープントーナメント）
- EFLカップ（プレミアリーグとフットボールリーグに加盟する全てのプロクラブによるトーナメント）
- EFLトロフィー（フットボールリーグ1とフットボールリーグ2に所属するクラブによるトーナメント）

現存しない大会
- スーパーカップ（1985-86シーズンのみ開催された6クラブによるトーナメント）

## シーズン別大会名
- Canon League （1983-1986）
- Today League （1986-1987）
- Barclays League （1987-1993）
- Endsleigh League （1993-1996）
- Nationwide Football League （1996-2004）
- Coca-Cola Football League （2004-2010）
- npower Football League （2010-2013）
- Sky Bet Football League （2013-2016）
- Sky Bet EFL （2016-現在）

## 参考
- イングランドのサッカークラブ一覧